# Oketo
Oketo (japanska: 置戸町?, Oketo-chō) är en landskommun (köping) i Hokkaido prefektur i Japan. 